# Roger Donaldson
Roger Donaldson (n. 15 noiembrie 1945, Victoria, Australia) este un regizor neozeelandez, producător și scenarist. 

## Filmografie

### Ca regizor
- 1977 Sleeping Dogs
- 1980 Nutcase
- 1981 Smash Palace
- 1984 The Bounty
- 1985 Marie, cunoscut și ca Marie: A True Story
- 1987 Fără scăpare (No Way Out)
- 1988 Cocktail
- 1990 Cadillac Man
- 1992 Nisipuri albe (White Sands)
- 1994 Dă lovitura și fugi (The Getaway), cu Alec Baldwin și Kim Basinger
- 1995 Specii (Species)
- 1997 Dante's Peak
- 2000 Thirteen Days, cunoscut și ca Thirteen Days Which Shocked the World
- 2003 Recrutul (The Recruit), cu Al Pacino și Colin Farrell
- 2005 Cel mai rapid motor din lume (The World's Fastest Indian, cu Anthony Hopkins)
- 2008 The Bank Job
- 2011 Seeking Justice
- 2014 The November Man

### Ca producător
- Sleeping Dogs (1977)
- Smash Palace (1981)
- Cadillac Man (1990)
- Fearless (1999) (TV) (producător executiv)
- The World's Fastest Indian (2005)

### Ca scenarist
- Smash Palace (1981)
- The World's Fastest Indian (2005)

### Ca regizor artistic
- Sleeping Dogs (1977)

## Legături externe
- Roger Donaldson la Internet Movie Database
- http://www.cinemagia.ro/actori/roger-donaldson-3887/